# Johann Lindt (Buchbinder)
Johann Lindt (* 2. Dezember 1899; † 1977) war ein Schweizer Buchbinder, Restaurator und Sachbuchautor.
Lindt arbeitete selbstständig als Buchbinder, ehe er 1937 in der Stadt- und Hochschulbibliothek Bern eine Stelle fand, dort 1952 Restaurator und 1964 Bibliothekar wurde. Lindt befasste sich in seinen Publikationen mit der Geschichte des Buches in Stadt und Kanton Bern. Sein verbreitetstes Werk ist das erstmals 1964 erschienene und auf Englisch übersetzte The paper-mills of Berne and their watermarks, 1465–1859. Für seine Einband- und Wasserzeichenforschung wurde er 1973 mit der Ehrendoktorwürde der Universität Bern ausgezeichnet.
Sein Nachlass befindet sich in der Bibliothek Münstergasse (Fragmente alter Drucke) und in der Burgerbibliothek Bern (Buchdruckergeschichte, Wasserzeichensammlung, Publikationen).